# Villa Pian dei Giullari
Villa Pian dei Giullari si trova in via del Pian de' Giullari 27 a Firenze.
La villa, che ha preso il nome dal borgo, si trova di fronte a villa Nunes Vais ed è un'elegante costruzione dei primi del Seicento. A pianta quadrata con cortile centrale, chiuso su tutti e quattro i lati da stanze della villa, è dominata dalla torre-colombaia, ben visibile dalla strada.
Sul portale si trova lo stemma in pietra scolpito della famiglia D'Ambra, che la acquistò nel 1606 e che la tenne fino al XX secolo. Sulla facciata si trovano anche quattro finestre inginocchiate.